# Semjon Grigorjewitsch Sibirjakow
Semjon Grigorjewitsch Sibirjakow, russisch Семён Григорьевич Сибиряков (* 16. Dezemberjul. / 28. Dezember 1888greg. in Kischinau; † 29. Mai 1938 in Moskau) war ein russischer Schriftsteller und Revolutionär.
Sibirjakow engagierte sich bereits ab 1904 in der revolutionären Bewegung.  1908 begann er im Gefängnis mit dem Gedichte schreiben. Bis zum Jahr 1917 verbrachte er die meiste Zeit in Arbeitslagern. In den 1920er Jahren veröffentlichte er mehrere Drehbücher, Kurzgeschichten und Erzählungen. Während des Großen Terrors wurde er verhaftet und am 29. Mai 1938 erschossen. Als offizielles Todesdatum galt in der Sowjetunion der 23. Mai 1942.
| Personendaten    | Personendaten                              |
| ---------------- | ------------------------------------------ |
| NAME             | Sibirjakow, Semjon Grigorjewitsch          |
| ALTERNATIVNAMEN  | Сибиряков, Семён Григорьевич (russisch)    |
| KURZBESCHREIBUNG | russischer Schriftsteller und Revolutionär |
| GEBURTSDATUM     | 28. Dezember 1888                          |
| GEBURTSORT       | Chișinău                                   |
| STERBEDATUM      | 29. Mai 1938                               |
| STERBEORT        | Moskau                                     |